# Ivo Šušak
Ivo Šušak (Široki Brijeg, 10 giugno 1948) è un allenatore di calcio croato.

## Carriera

### Club
Ha iniziato la carriera da allenatore nel 1988 sulla panchina del Dinamo Vinkovci. 
L'anno seguente prese le redini del NK Zagabria che portò in due stagioni dalla terza alla prima divisione jugoslava. Terminata la prima parentesi croata si trasferì in Slovenia dove allenò per un anno la Izola, dopo solo una stagione tornò in patria sedendosi sulla panchina del Osijek. Conclusa la precedente esperienza passò sulla panchina del Hrvatski Dragovoljac. Nel 2000 divenne il primo allenatore croato della storia del Maribor, nella stessa stagione vinse il massimo campionato sloveno.
La nuova avventura lo portò in Georgia alla guida della Dinamo Tbilisi nella quale vinse diversi trofei nazionali e la Coppa della CSI in finale contro lo Skonto. Dopo un'altra breve esperienza all'Osijek passò al Mika Erevan per una stagione. Nel 2010 alleno brevemente il NK Zagabria e nel 2015 conclusa la terza e ultima esperienza nella squadra slavona.

### Nazionale
È stato allenatore della nazionale giovanile croata dal 1997 al 2000 e dal 2011 al 2013, ha guidato i Mali Vatreni a Slovacchia 2000. Il 17 agosto 1999, nella partita di qualificazione di Euro 2000, allo Stadio JNA di Belgrado riuscì nella storica vittoria per 6 a 2 ai danni della Jugoslavia U21.
Con la Georgia, il 30 aprile 2003, sconfisse la storica arcirivale Russia nella partita valida per le qualificazioni di Euro 2004.

## Palmarès

### Competizioni nazionali
- 3. Savezna liga: 1

NK Zagabria: 1989-1990 (girone ovest)
- 2. Savezna liga: 1

NK Zagabria: 1990-1991
- Campionato sloveno: 1

Maribor: 2000-2001
- Campionato georgiano: 1

Dinamo Tbilisi: 2002-2003
- Coppa di Georgia: 1

Dinamo Tbilisi: 2003-2004

### Competizioni internazionali
- Coppa dei Campioni della CSI: 1

Dinamo Tbilisi: 2004